# 21-й укреплённый район
21-й укреплённый район или 21 УР — формирование (укреплённый район, воинская часть) РККА ВС СССР и совокупность фортификационных сооружений, в Великой Отечественной войне.
Неофициально именовался как Кингисеппский укреплённый район. В действующей армии с 22 июня по 10 октября 1941 года.

## История
Район, как совокупность фортификационных сооружений, строился в 1928 — 1932 годах , с целью прикрытия нарвско-кингисеппского направления на советско-эстонской государственной границе. С момента возвращения Эстонии летом 1940 года, совершенствование обороны в районе было законсервировано, часть вооружения снята, однако в 1941 году строительство оборонительных рубежей было возобновлено. Район первоначально занимал полосу обороны протяжённостью 47 километров, в 1941 году протяжённость его увеличилась до 71 километра на юг от Финского залива, затем вдоль левого берега Луги, в глубину — до 2 километров . Район состоял из железобетонных и дерево-земляных артиллерийских полукапониров, закрытых пулемётных точек, полоса района оборудована противотанковыми рвами, каменными и железобетонными надолбами, проволочными заграждениями, эскарпами по берегам рек. Всего район располагал 89-ю боеготовыми долговременными оборонительными сооружениями.
В июле 1941 года район располагал двумя пулемётно-артиллерийскими батальонами (152-м и 263-м); полевое заполнение района должна была обеспечить 191-я стрелковая дивизия
С 16 августа 1941 года, пропустив отступающие войска 8-й армии, укреплённый район вступил в бои с немецкими войсками и оказал упорнейшее сопротивление, которое продолжалось до 22 августа 1941 года на левом берегу реки, при этом укрепления района с засевшими там бойцами находились в полном окружении врага. Бои укреплённый район прекратил только 30 августа 1941 года, уже на правом берегу Луги, в Кошкинском узле обороны, когда остатки воинской части подорвали по приказу последние оборонительные сооружения и начали отход.
10 октября 1941 года укреплённый район был расформирован.

## Полное наименование
21-й укреплённый район

## Состав
- штаб
- 152-й отдельный пулемётно-артиллерийский батальон
- 263-й отдельный пулемётно-артиллерийский батальон

## Подчинение
| Дата            | Фронт (округ)       | Армия | Корпус (группа) | Примечания |
| --------------- | ------------------- | ----- | --------------- | ---------- |
| 01.08.1941 года | Северный фронт      | -     | -               | -          |
| 01.09.1941 года | Ленинградский фронт | -     | -               | -          |

## Коменданты района
- майор Валериан Александрович Котик